# No More Shall We Part
No More Shall We Part är det elfte studioalbumet av Nick Cave & The Bad Seeds. Det släpptes september 2001.

## Låtlista
1. As I Sat Sadly by Her Side
2. And No More Shall We Part
3. Hallelujah
4. Love Letter
5. Fifteen Feet of Pure White Snow
6. God is in the House
7. Oh My Lord
8. Sweetheart Come
9. The Sorrowful Wife
10. We Came along this Road
11. Gates to the Garden
12. Darker With the Day

## Medverkande artister
Nick Cave (sång, piano, låtskrivande)
The Bad Seeds:
Mick Harvey (trummor, gitarr)

Blixa Bargeld (gitarr)

Conway Savage (orgel)

Warren Ellis (fiol, låtskrivande)

Martyn P. Casey (basgitarr)

Thomas Wydler (trummor)
Övriga:
Jim Sclavunos (trummor, slagverk)

Kate McGarrigle (bakgrundssång)

Anna McGarrigle (bakgrundssång)

Barry Adamson (låtskrivande)

## B-sidor & covers
As I Sat Sadly By Her Side släpptes som singel med Little Janie's Gone och A Good, Good Day som b-sidor. Videon gjordes av John Hillcoat.
Darker With The Day spelas i filmen The Passion of the Christ.
Fifteen Feet of Pure White Snow släpptes med No More Shall We Part och God Is In The House (både från Westside Session, d.v.s. andra versioner än de på albumet) som b-sidor. Låten har spelats in i videoform, med John Hillcoat som regissör.
A Grief Came Riding och Bless His Ever-Loving Heart finns som bonusspår på en del pressningar.

## Kuriosa
Nick Cave bekänner i The Secret Life Of The Love Song att han lidit av "erotigrafomani", en tvångsmässig lust att skriva kärleksbrev. Han kopplar själv ihop detta tvång med låten Love Letter.
I b-sidan Little Janie's Gone stavas ibland kvinnans namn Janey.
Nicks nuvarande fru, Susie Bick, har tydligen en benägenhet att oförvarnat möblera om, precis som hennes man sjunger om i The Sorrowful Wife.
Texten i b-sidan A Good, Good Day där Nick sjunger:
"See her breasts, how they rise and fall

It's a good, good day today

And she knows I've used that line before"
refererar tillbaka till en låt från 1986s års album Your Funeral, My Trial där Nick i låten Hard On For Love sjunger "Her breasts rise and fall" upprepade gånger.